# 团花新木姜子
团花新木姜子（学名：Neolitsea homilantha）为樟科新木姜子属下的一个种。